# Monte Carlo Masters 2008 - Qualificazioni singolare
Le qualificazioni del singolare  del Monte Carlo Masters 2008 sono state un torneo di tennis preliminare per accedere alla fase finale della manifestazione. I vincitori dell'ultimo turno sono entrati di diritto nel tabellone principale. In caso di ritiro di uno o più giocatori aventi diritto a questi sono subentrati i lucky loser, ossia i giocatori che hanno perso nell'ultimo turno ma che avevano una classifica più alta rispetto agli altri partecipanti che avevano comunque perso nel turno finale.
Le qualificazioni del torneo Monte Carlo Masters  2008 prevedevano 28 partecipanti di cui 7 sono entrati nel tabellone principale.

## Teste di serie
1. Marc Gicquel (Qualificato)
2. Julien Benneteau (ultimo turno)
3. Jonas Björkman (primo turno)
4. Assente
5. Albert Montañés (ultimo turno)
6. Simone Bolelli (Qualificato)
7. Guillermo García López (ultimo turno)

1. Flavio Cipolla (primo turno)
2. Kristof Vliegen (Qualificato)
3. Ivo Minář (Qualificato)
4. Rubén Ramírez Hidalgo (primo turno)
5. Olivier Rochus (Qualificato)
6. Juan Martín del Potro (ultimo turno)
7. Laurent Recouderc (primo turno)

## Qualificati
1. Marc Gicquel
2. Ivo Minář
3. Nicolás Lapentti
4. Rubén Ramírez Hidalgo

1. Olivier Rochus
2. Simone Bolelli
3. Kristof Vliegen

## Tabellone

### Legenda
| - Q = Qualificato - WC = Wild card - LL = Lucky loser | - ALT = Alternate - SE = Special Exempt - PR = Protected Ranking | - w/o = Walkover - r = Ritirato - d = Squalificato |

### Sezione 1
|  | Primo turno | Primo turno           | Primo turno           | Primo turno | Primo turno |  |  | Ultimo turno | Ultimo turno          | Ultimo turno          | Ultimo turno | Ultimo turno |  |
|  |             |                       |                       |             |             |  |  |              |                       |                       |              |              |  |
|  | 1           | Marc Gicquel          | Marc Gicquel          | 6           | 6           |  |  |              |                       |                       |              |              |  |
|  |             | Dominik Hrbatý        | Dominik Hrbatý        | 4           | 0           |  |  | 1            | Marc Gicquel          | Marc Gicquel          | 6            | 6            |  |
|  | 13          | Juan Martín del Potro | Juan Martín del Potro | 6           | 6           |  |  | 13           | Juan Martín del Potro | Juan Martín del Potro | 4            | 4            |  |
|  |             | Roko Karanušić        | Roko Karanušić        | 3           | 2           |  |  |              |                       |                       |              |              |  |

### Sezione 2
|  | Primo turno | Primo turno            | Primo turno            | Primo turno | Primo turno |  |  | Ultimo turno | Ultimo turno     | Ultimo turno     | Ultimo turno | Ultimo turno |  |
|  |             |                        |                        |             |             |  |  |              |                  |                  |              |              |  |
|  | 2           | Julien Benneteau       | Julien Benneteau       | 6           | 6           |  |  |              |                  |                  |              |              |  |
|  |             | David Guez             | David Guez             | 2           | 1           |  |  | 2            | Julien Benneteau | Julien Benneteau | 4            | 3            |  |
|  | 10          | Ivo Minář              | Ivo Minář              | 6           | 2           |  |  | 10           | Ivo Minář        | Ivo Minář        | 6            | 6            |  |
|  |             | Édouard Roger-Vasselin | Édouard Roger-Vasselin | 1           | 0r          |  |  |              |                  |                  |              |              |  |

### Sezione 3
|  | Primo turno | Primo turno      | Primo turno      | Primo turno | Primo turno |  |  | Ultimo turno     | Ultimo turno     | Ultimo turno     | Ultimo turno | Ultimo turno |  |
|  |             |                  |                  |             |             |  |  |                  |                  |                  |              |              |  |
|  |             | Nicolás Lapentti | Nicolás Lapentti | 6           | 7           |  |  |                  |                  |                  |              |              |  |
|  | 3           | Jonas Björkman   | Jonas Björkman   | 2           | 5           |  |  | Nicolás Lapentti | Nicolás Lapentti | Nicolás Lapentti | 6            | 6            |  |
|  |             | Flavio Cipolla   | 3                | 6           | 6           |  |  | Flavio Cipolla   | Flavio Cipolla   | Flavio Cipolla   | 4            | 3            |  |
|  | 8           | Arnaud Clément   | 6                | 3           | 0           |  |  |                  |                  |                  |              |              |  |

### Sezione 4
|  | Primo turno       | Primo turno           | Primo turno           | Primo turno | Primo turno |  |  | Ultimo turno          | Ultimo turno          | Ultimo turno          | Ultimo turno | Ultimo turno |  |
|  |                   |                       |                       |             |             |  |  |                       |                       |                       |              |              |  |
|  | Benjamin Balleret | Benjamin Balleret     | 6                     | 3           | 6           |  |  |                       |                       |                       |              |              |  |
|  | Andrej Golubev    | Andrej Golubev        | 2                     | 6           | 2           |  |  | Benjamin Balleret     | Benjamin Balleret     | Benjamin Balleret     | 4            | 2            |  |
|  |                   | Rubén Ramírez Hidalgo | Rubén Ramírez Hidalgo | 7           | 6           |  |  | Rubén Ramírez Hidalgo | Rubén Ramírez Hidalgo | Rubén Ramírez Hidalgo | 6            | 6            |  |
|  | 11                | Miša Zverev           | Miša Zverev           | 6           | 3           |  |  |                       |                       |                       |              |              |  |

### Sezione 5
|  | Primo turno | Primo turno        | Primo turno        | Primo turno | Primo turno |  |  | Ultimo turno | Ultimo turno    | Ultimo turno | Ultimo turno | Ultimo turno |  |
|  |             |                    |                    |             |             |  |  |              |                 |              |              |              |  |
|  | 5           | Albert Montañés    | Albert Montañés    | 6           | 6           |  |  |              |                 |              |              |              |  |
|  |             | Tejmuraz Gabašvili | Tejmuraz Gabašvili | 3           | 0           |  |  | 5            | Albert Montañés | 6            | 6(1)         | 1            |  |
|  | 12          | Olivier Rochus     | 3                  | 7           | 2           |  |  | 12           | Olivier Rochus  | 3            | 7            | 6            |  |
|  |             | Florian Mayer      | 6                  | 65          | 1r          |  |  |              |                 |              |              |              |  |

### Sezione 6
|  | Primo turno | Primo turno       | Primo turno | Primo turno | Primo turno |  |  | Ultimo turno | Ultimo turno      | Ultimo turno      | Ultimo turno | Ultimo turno |  |
|  |             |                   |             |             |             |  |  |              |                   |                   |              |              |  |
|  | 6           | Simone Bolelli    | 6           | 3           | 6           |  |  |              |                   |                   |              |              |  |
|  |             | Jurij Ščukin      | 2           | 6           | 1           |  |  | 6            | Simone Bolelli    | Simone Bolelli    | 6            | 6            |  |
|  |             | Laurent Recouderc | 6           | 4           | 6           |  |  |              | Laurent Recouderc | Laurent Recouderc | 3            | 2            |  |
|  | 14          | Thierry Ascione   | 4           | 6           | 2           |  |  |              |                   |                   |              |              |  |

### Sezione 7
|  | Primo turno | Primo turno            | Primo turno            | Primo turno | Primo turno |  |  | Ultimo turno | Ultimo turno           | Ultimo turno           | Ultimo turno | Ultimo turno |  |
|  |             |                        |                        |             |             |  |  |              |                        |                        |              |              |  |
|  | 7           | Guillermo García López | Guillermo García López | 7           | 6           |  |  |              |                        |                        |              |              |  |
|  |             | Olivier Patience       | Olivier Patience       | 5           | 4           |  |  | 7            | Guillermo García López | Guillermo García López | 5            | 4            |  |
|  | 9           | Kristof Vliegen        | Kristof Vliegen        | 7           | 7           |  |  | 9            | Kristof Vliegen        | Kristof Vliegen        | 7            | 6            |  |
|  |             | Boris Pašanski         | Boris Pašanski         | 65          | 5           |  |  |              |                        |                        |              |              |  |